# Salia humeralis
Salia humeralis är en fjärilsart som beskrevs av Achille Guenée 1854. Salia humeralis ingår i släktet Salia och familjen nattflyn. Inga underarter finns listade.